# Lampe aux halogénures métalliques

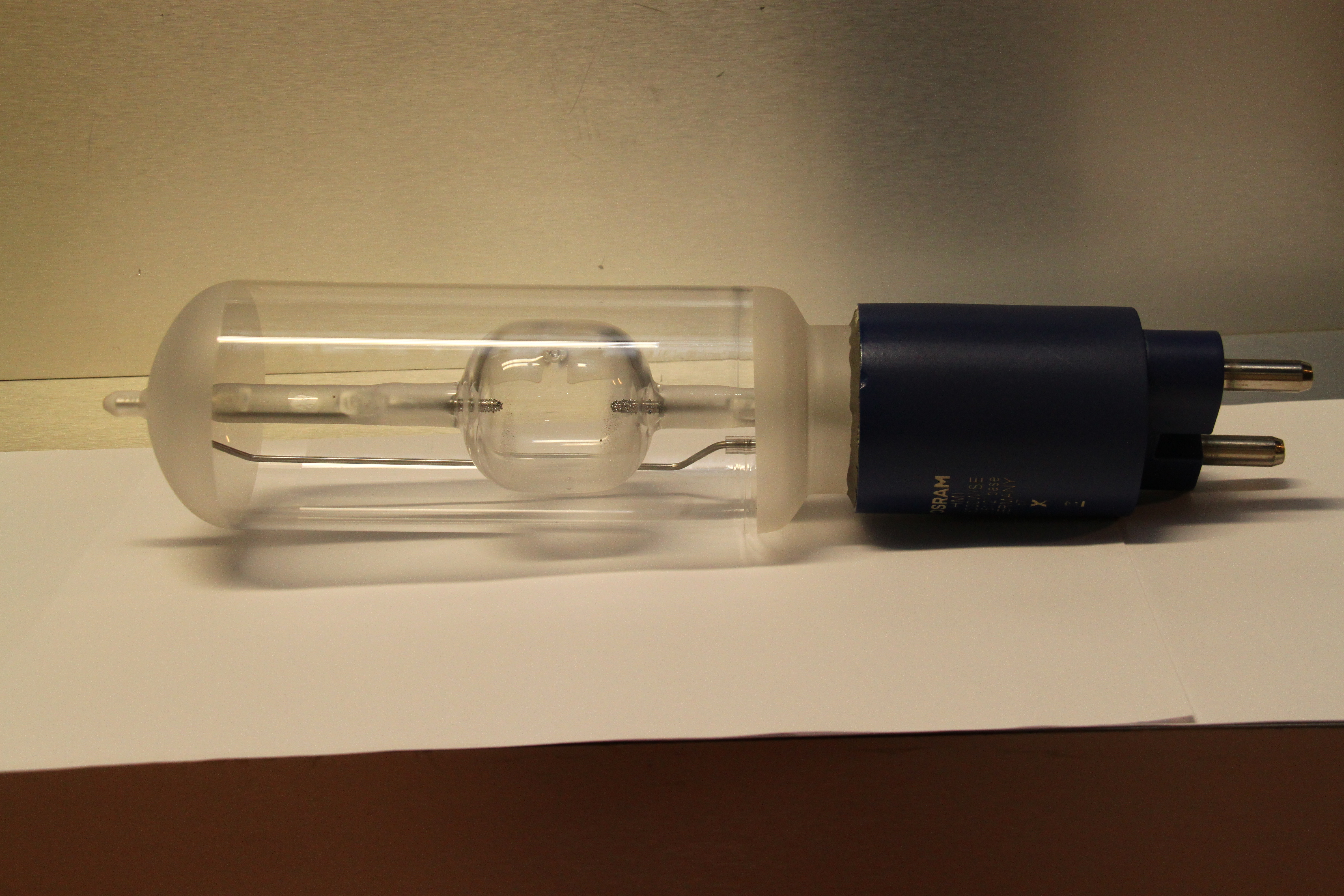
Lampe HMI de 18 kilowatts.

Une lampe aux halogénures métalliques est une lampe à décharge à haute pression, de la famille des lampes à arc, dont la température de couleur est très proche de la lumière du jour (typiquement 5 600 K, généralement entre 4 500 et 6 000 K).
Certaines d'entre elles sont connues sous le nom de lampe HMI, sigle de l'expression allemande Hydrargyrum Mittlere bogenlänge Iod, et traduit en anglais par : Hydrargyrum medium-arc iodide (HMI), marque déposée de la firme allemande Osram. D'autres dénominations existent pour cette même catégorie de lampes, chez OSRAM (HMP, HTI, HSR par exemple), et chez d'autres constructeurs (MSR, pour Medium source rare earth gaz, MSD, MSI chez Philips).
Des lampes de différentes puissances, de quelques watts jusqu'à plusieurs dizaines de kilowatts, sont utilisées, entre autres, dans les industries du film et du spectacle et pour l’éclairage public.
Certaines de ces lampes sont aussi conçues pour émettre une lumière blanche à haute température de couleur (8 000 K), favorisé en éclairage architectural, ou une lumière à teinte plus chaude (3 000-3 400 K) afin de remplacer les lampes halogènes dans leurs applications.

## Historique

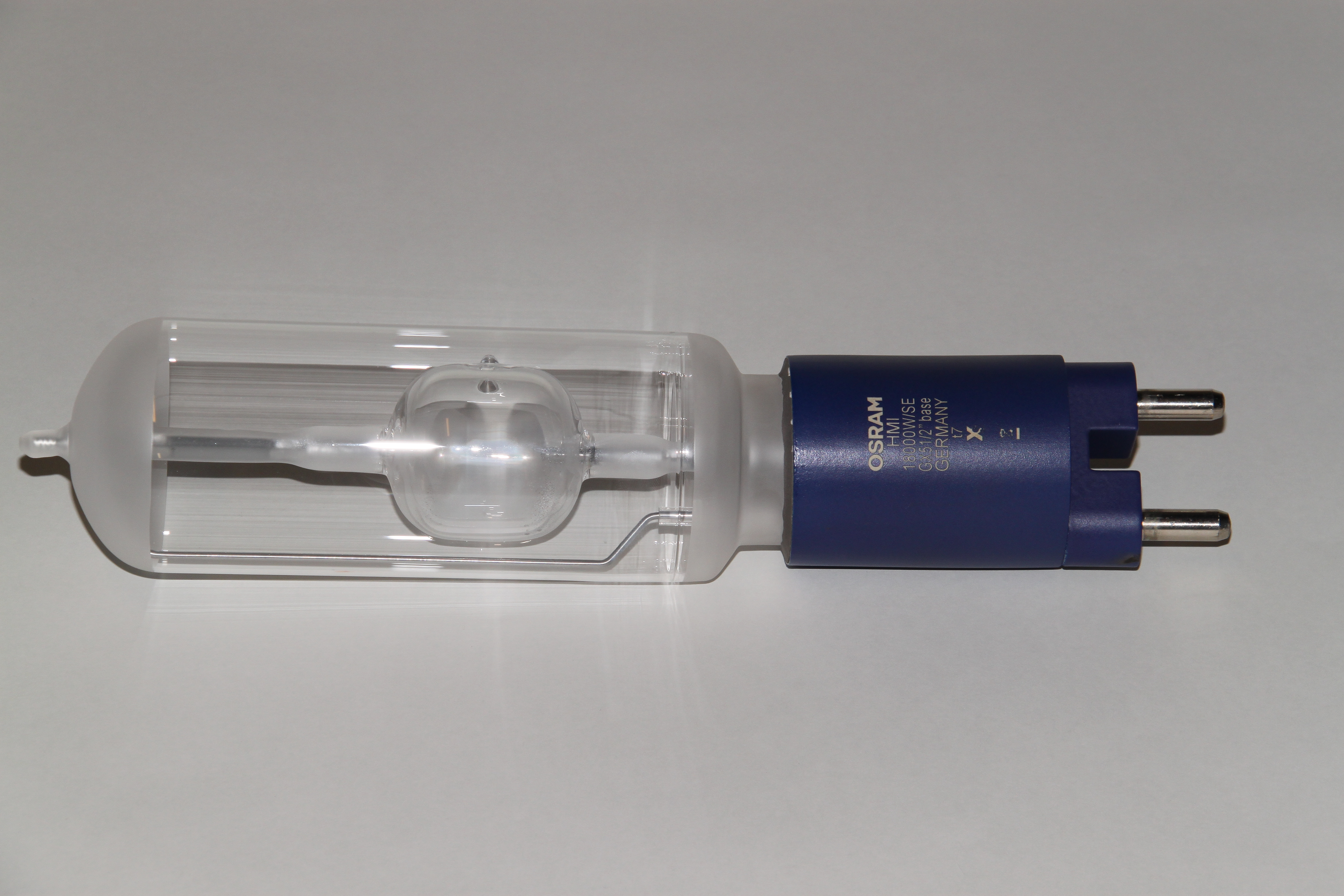
Lampe HMI de 18 kW.

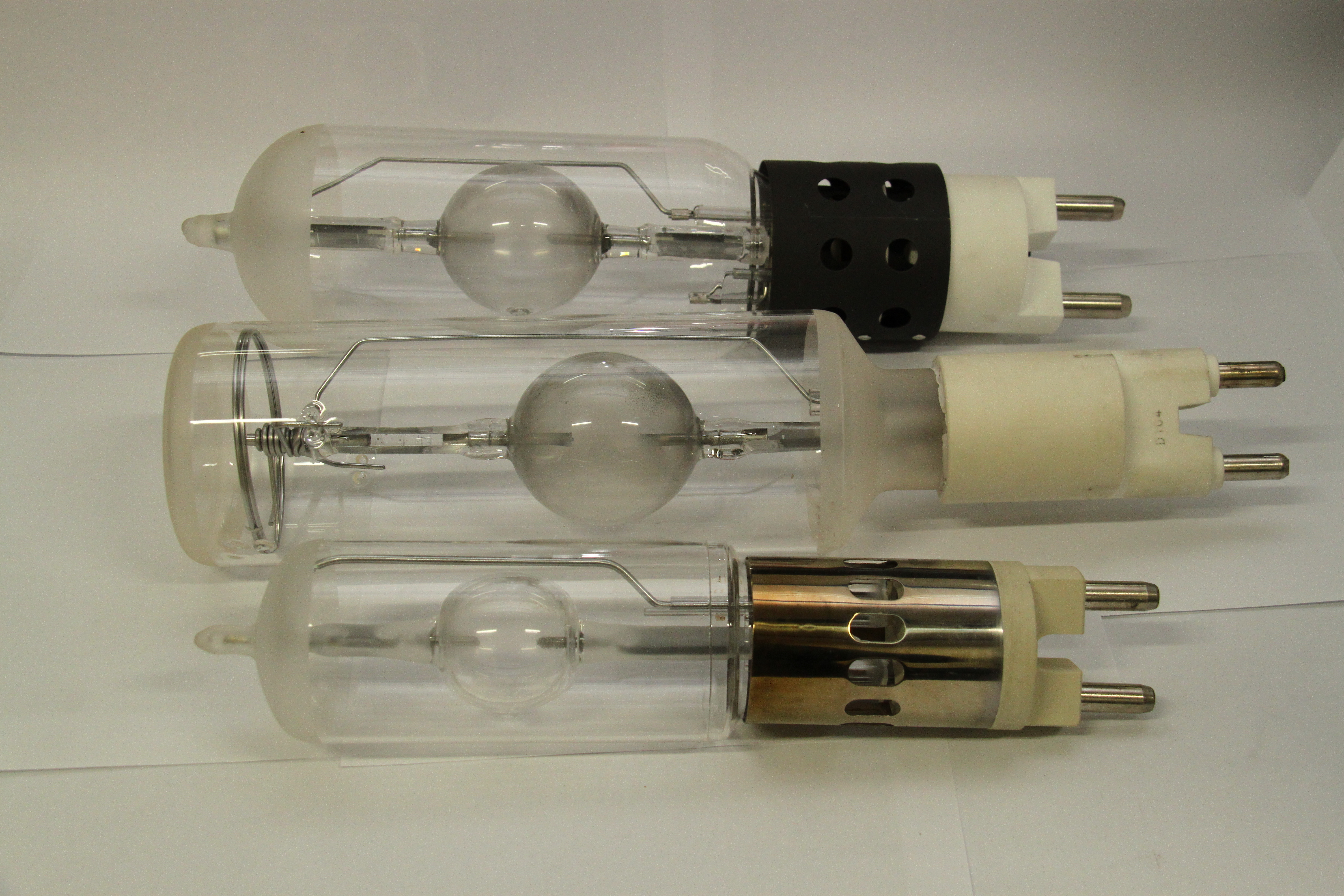
Lampes HMI de 12 kW et 18 kW de trois fabricants différents (de bas en haut, Osram, Philips, General Electric.

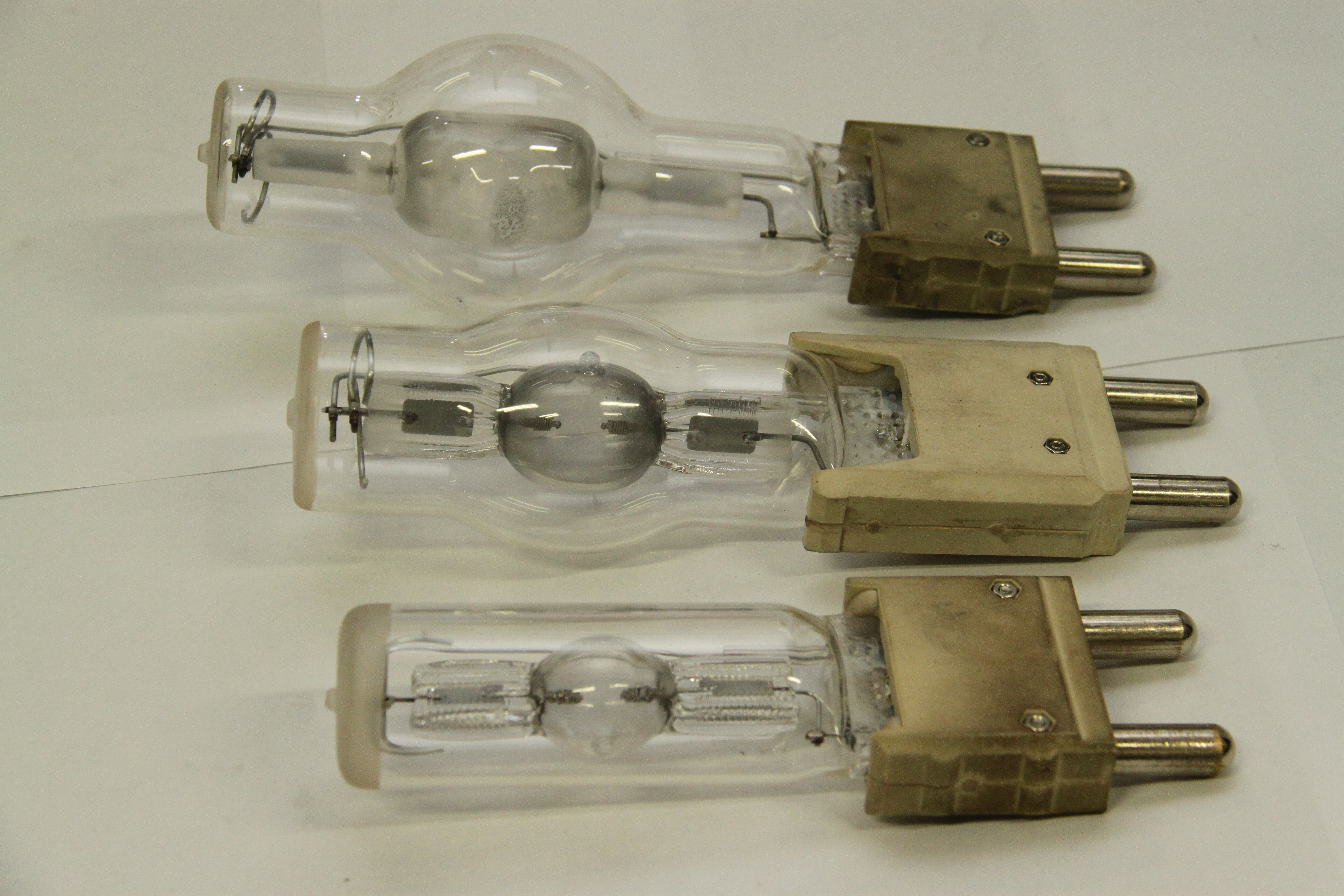
Lampes HMI, respectivement, de bas en haut : de 1.2 kW, 2.5 kW et 4 kW.

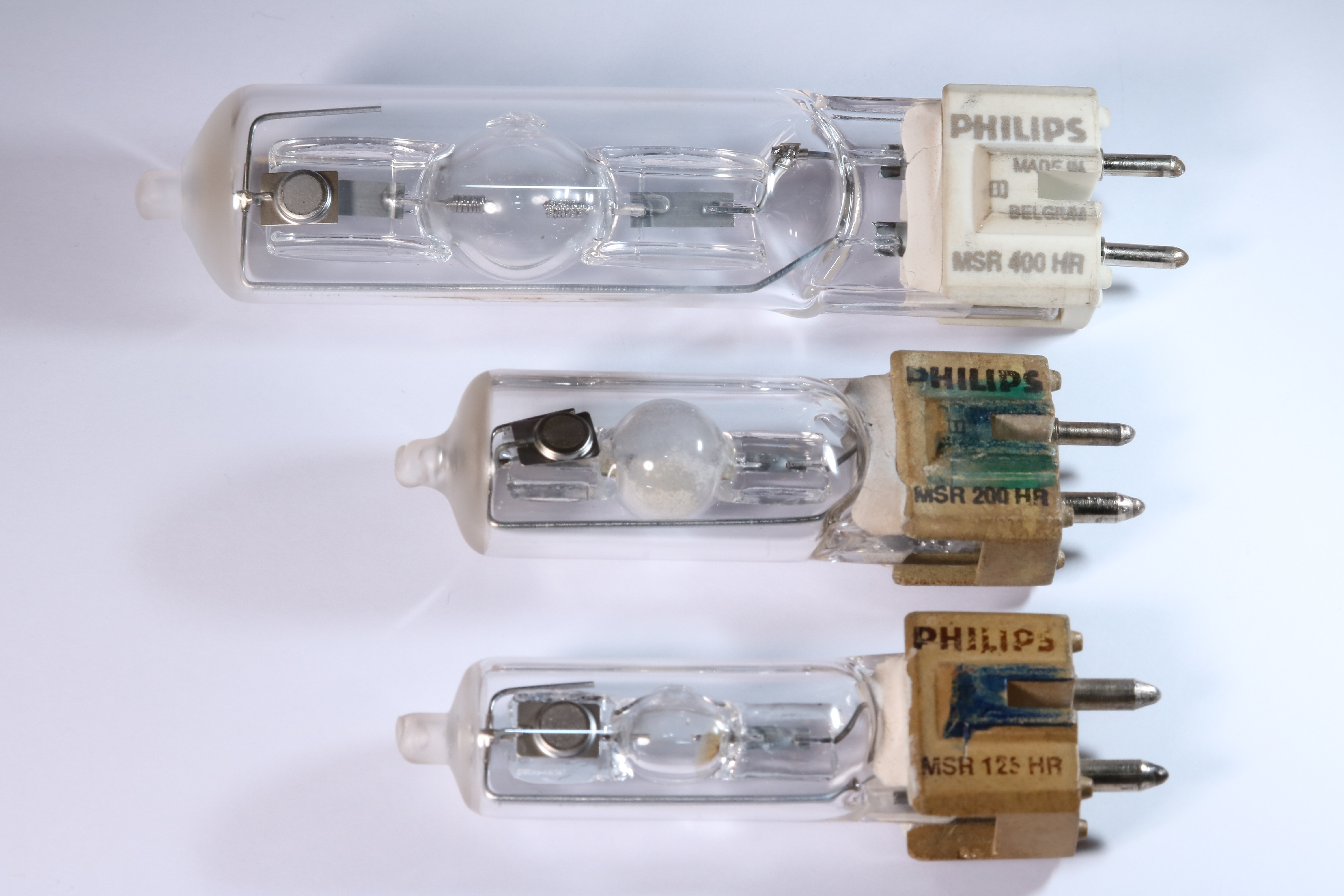
Lampes HMI, respectivement, de bas en haut : de 125 W, 200 W et 400 W.

### Lampe HMI
Dans le courant des années 1960, les producteurs de télévision allemands demandèrent à la firme OSRAM, spécialisée dans le développement et la fabrication de produits pour l'éclairage, de créer une lampe pour remplacer les lampes à incandescence de puissance, utilisées alors dans les projecteurs de tournage. OSRAM développa donc, et lança en production, les lampes aux halogénures métalliques sous l'appellation HMI.
La première lampe HMI commercialisée est la HMI 575 W d'OSRAM, apparue en 1969, en même temps que les débuts de la télévision en couleur. Les lampes HMI furent largement utilisées pendant les Jeux olympiques d'été à Munich, en 1972. Depuis la gamme de ces lampes s'est étendue de 125 W à 18 kW,, en monoculot et biculot avec double enveloppe,,,. Depuis septembre 2009 la gamme s'est étendue à 24 kW.

### Lampe MSR
Philips produisit ensuite une variante de cette lampe, le type Single Ended (simple culot), baptisée MSR (Medium Source Rare-Earth). La nouveauté principale de cette nouvelle lampe résidait dans l'utilisation d'une seule embase regroupant les deux broches de connexion du même côté, alors que la lampe HMI d'origine d'OSRAM avait les broches disposées de part et d'autre du bulbe en quartz. Le bulbe lui-même était entouré par une deuxième enveloppe assurant la fonction de protection de l'enveloppe principale et améliorant ainsi la fiabilité tout en permettant une moindre dégradation du rendu de la couleur durant l'usage,.

### Variantes

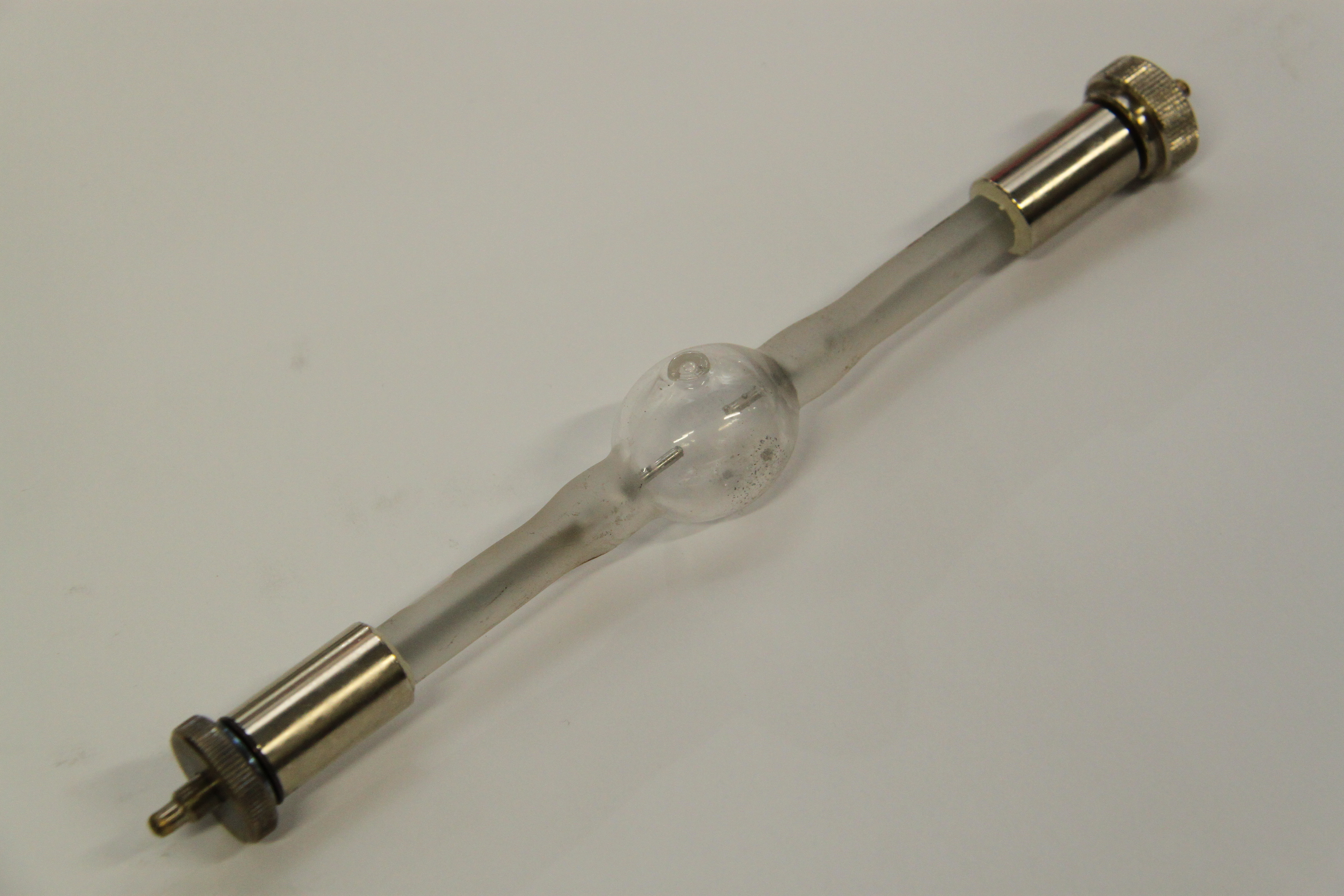
Lampe HMI de 18 kW, type biculot.

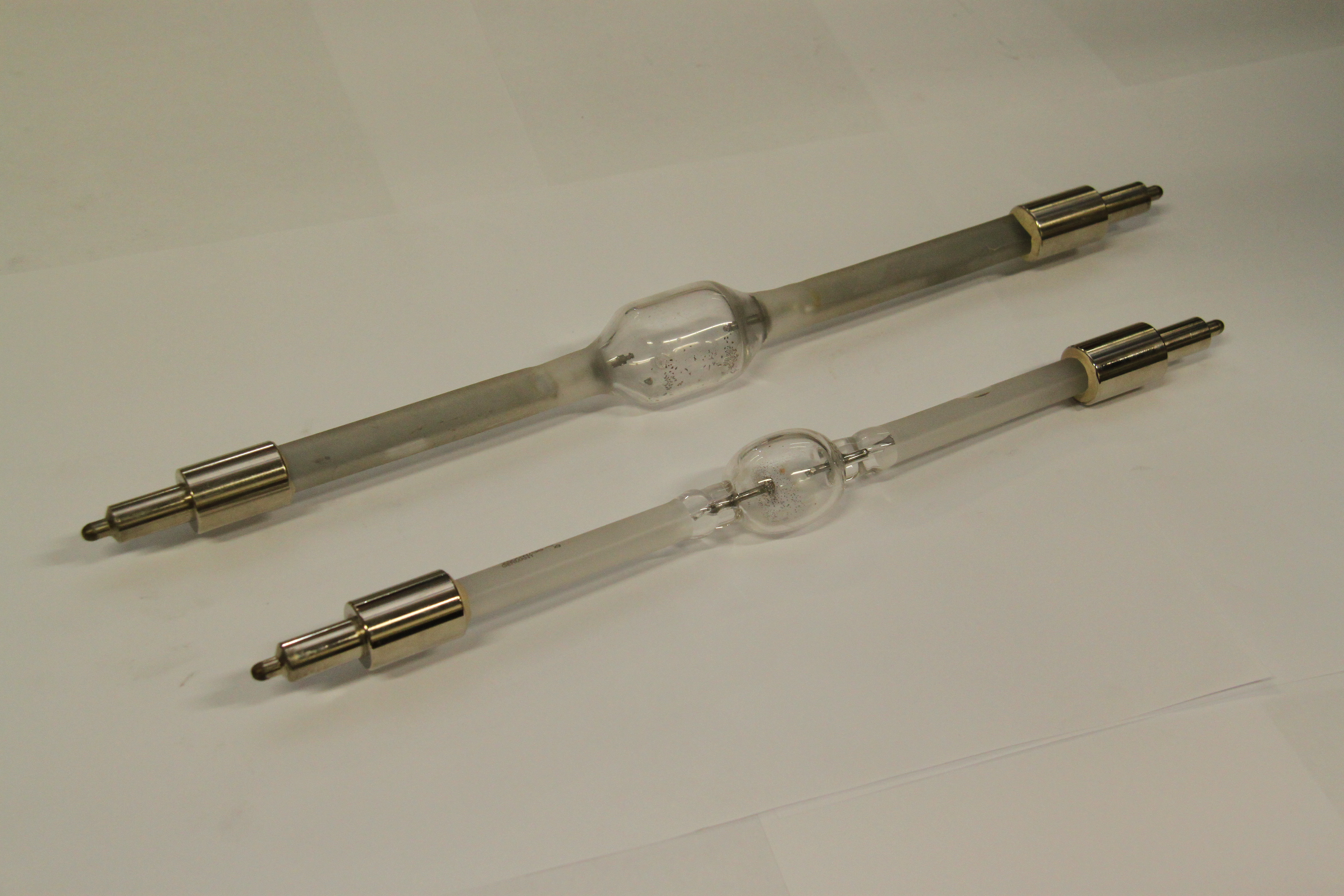
Lampes HMI de 12 kW, type biculot.

D'autres fabrications, issues de constructeurs également spécialistes du domaine, suivirent, comme les modèles GEMI (General Electric Metal Iodide, General Electric États-Unis), CID (Compact Iodide Daylight ; Thorn Lighting, Royaume-Uni), CSI (Compact Source Iodide ; Thorn, Royaume-Uni), DAYMAX (fabriquée par ILC), BRITE ARC (Osram Sylvania (en)), etc. Toutes sont des variantes sous différents noms mais basées sur le même concept. Elles existent en construction monoculot et biculot.

### Améliorations
Au cours des années qui suivirent l'apparition de la lampe HMI d'OSRAM, un nombre important de recherches ont été conduites, afin de diminuer la taille de ces lampes, en raison de leur utilisation dans l'éclairage mobile. Après cette étape, la contribution principale de Philips a été l'ajout d'une couche de phosphore sur les soudures des liaisons reliant les lames de connexions électriques et mécaniques en molybdène vers les deux électrodes, ce qui en réduit l'oxydation, augmentant ainsi la tenue aux très hautes températures de fonctionnement rencontrées dans ces lampes. Un progrès important a également été réalisé en ce qui concerne le bruit de fonctionnement avec une alimentation par ballast électronique (alimentation par un courant alternatif de forme carrée au lieu d'un courant sinusoïdal), par exemple la technologie « HMI-Super-Quiet » d'OSRAM.

## Principe

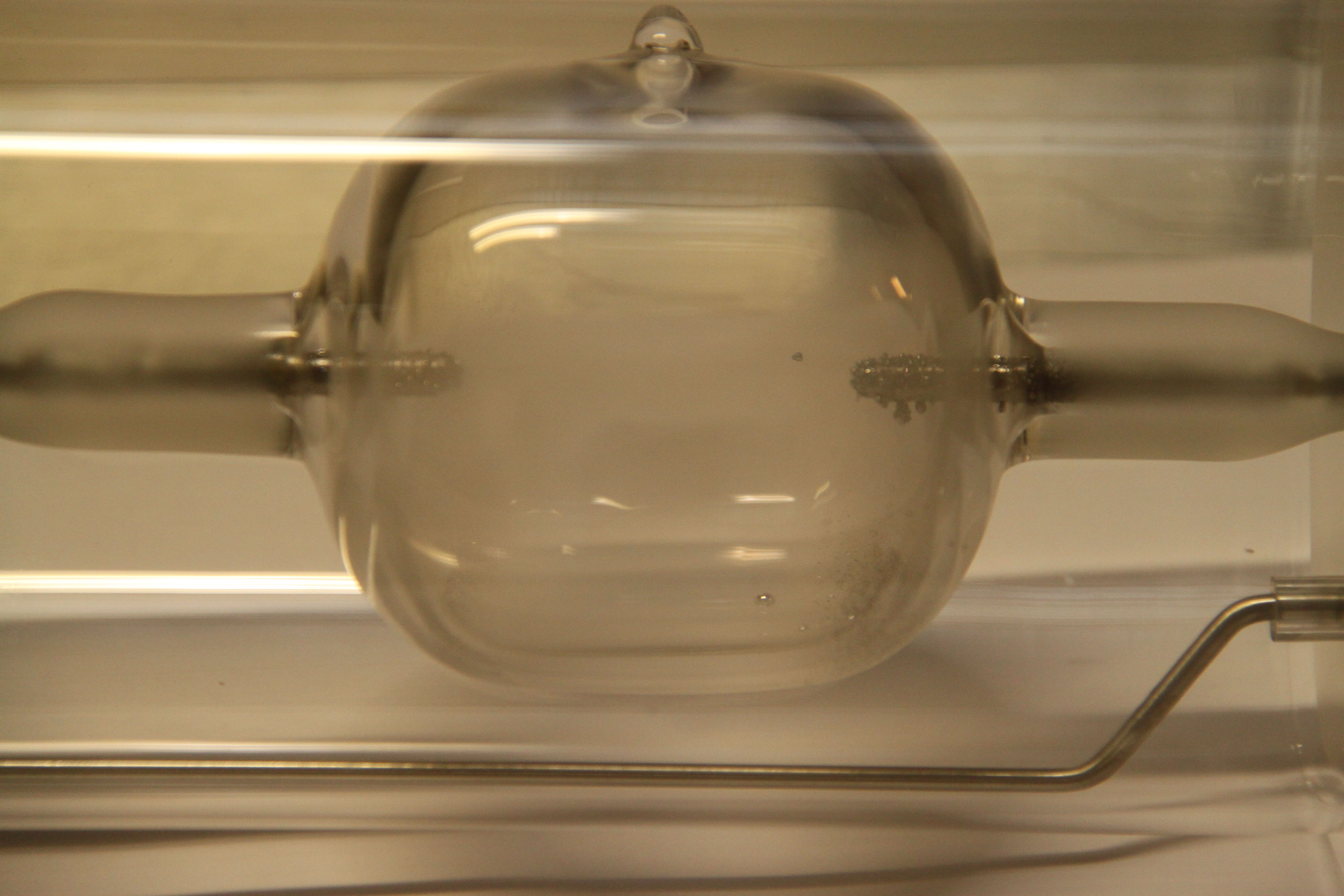
Bulbe de lampe HMI de 18 kW.

Le terme « lampe à décharge à haute pression », signifie que la lumière est créée par une décharge électrique produisant un arc électrique dans un gaz.

### Technologie
Les lampes aux halogénures métalliques sont des lampes à arc de taille moyenne avec cycle halogène. Elles sont relativement similaires aux lampes à vapeur de mercure mais les éléments constitutifs sont différents. L'ampoule est composée d'une sphère (le bulbe) en quartz résistant à la pression (35 bars) et à la température (950 °C) et de forte épaisseur (jusqu'à 5 mm) associée à deux longues électrodes.

#### Remplissage
Le remplissage de la lampe est constitué d'argon et d'une dizaine de produits dont les caractéristiques déterminent le processus de production de la lumière,. Selon le mélange présent dans le tube à arc (bulbe), l'arc électrique excite la combinaison d'atomes métalliques permettant de créer la température de couleur voulue.

##### Argon
L'argon est un gaz qui permet une amélioration sensible des caractéristiques d'amorçage des lampes.

##### Mercure
Le mercure, liquide à température ambiante, ce métal se vaporise à chaud et établit la pression interne au bulbe et la tension d'arc en régime établi.

##### Halogènes
Les halogènes les plus utilisés sont l'iode et le brome. Par combinaison avec les terres rares ils produisent des halogénures. Il en résulte une augmentation de la pression par rapport à celle des vapeurs métalliques. Un surplus d'halogénures permet de se prémunir du noircissement du quartz. Le processus de fonctionnement est similaire à celui connu pour les lampes halogènes à incandescence.

##### Terres rares
Les terres rares sont des métaux faisant partie de la famille des lanthanides. On emploie généralement des éléments tels que le dysprosium, l'holmium, le scandium, le thulium et le praséodyme , etc. Ces métaux sont déterminants dans le spectre de lumière émise par la lampe, le niveau de rendu des couleurs et l'efficacité lumineuse. Dans le cas particulier des sources compactes émettant dans la plage de température de couleur entre 6 000 et 8 000 K, les formules les plus employées sont les mélanges d'halogénures de dysprosium-césium, dysprosium-holmium-césium et dysprosium-holmium—praséodyme-césium. Le dernier élément, un alcalin, et ajouté aux terres rares afin d’accroître leurs pressions de vapeur par le biais de la formation de molécules volatiles complexes (CsDyI4 par exemple).

##### Autres additifs métalliques
Si l'usage de terre rares est généralisé à la quasi-totalité des lampes aux halogénures métalliques destinées à l'éclairage scénique, il existe des cas particuliers tels que les CSI et CID, produites par Thorn puis par General Electric. Outre l'argon et le mercure, les CSI ont un remplissage d'halogénures de gallium, de thallium et de sodium, ce qui a pour effet de produire un spectre de bande large avec des pics d'émission dans les trois couleurs primaires, produisant ainsi une lumière blanche. Les CID ont un remplissage d'halogénures d'étain et d'indium, le premier élément fournissant un spectre moléculaire couvrant toute la gamme du visible, améliorant ainsi le rendu des couleurs par rapport à la lumière émise par la CSI.

#### Fonctionnement

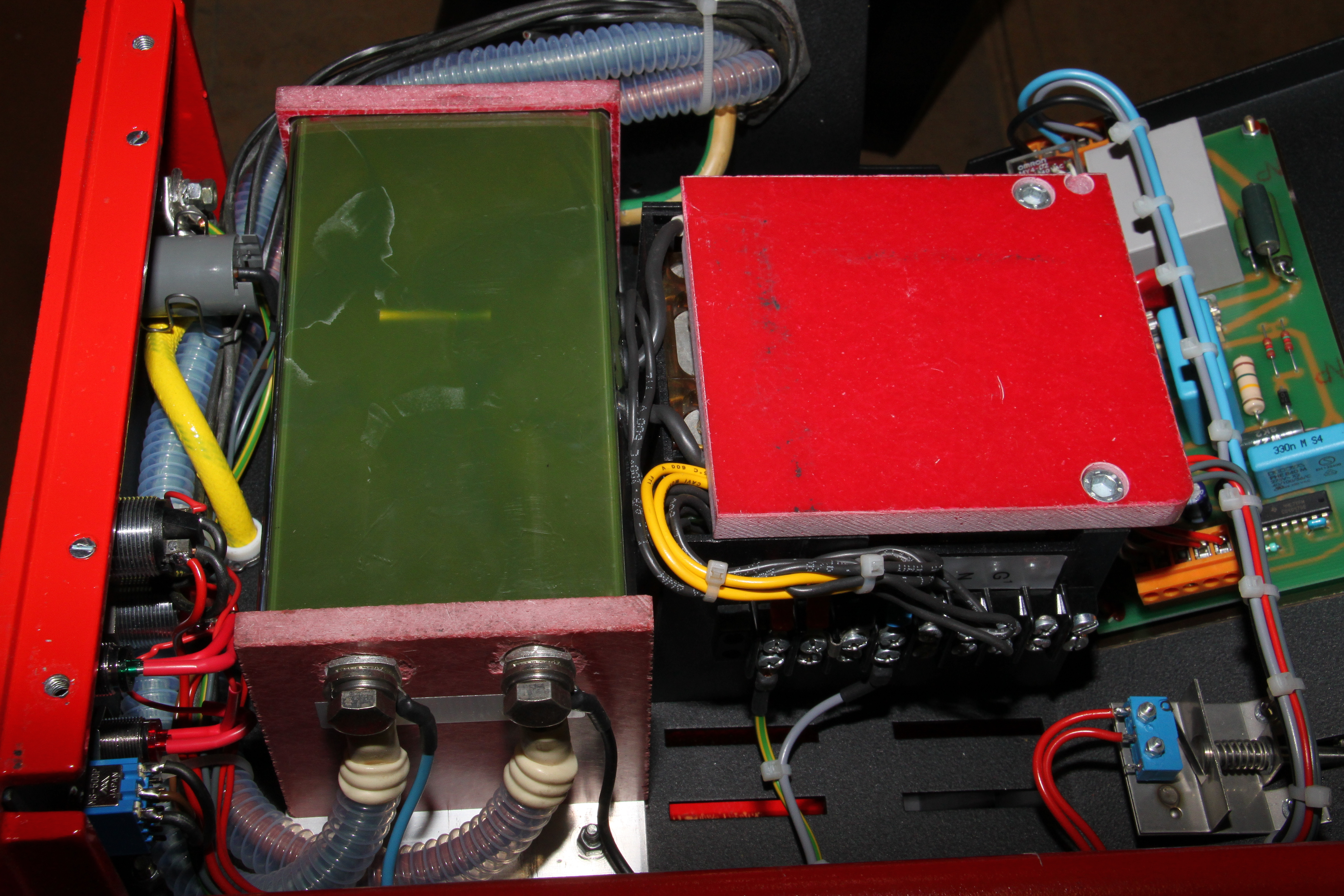
Circuit d'amorçage haute tension 70 kV pour lampes HMI de 12 et 18 kW.

L'allumage se fait par un premier arc électrique entre les électrodes, généré par un circuit d'amorçage auxiliaire délivrant des impulsions de haute tension,,,. Cette tension varie selon le type de lampe et les conditions d'amorçage (amorçage à froid ou réamorçage à chaud) entre quelques kilovolts et 70 kilovolts,,,. Ce circuit d'amorçage est généralement situé dans le projecteur,,.
Cette première décharge génère de la chaleur qui vaporise le mercure et les divers constituants. Une fois ceux-ci en phase vapeur, leur potentiel d'ionisation étant plus faible que celui de l'argon, ils constituent le milieu émetteur de lumière, ce qui explique l'importante modification de la lumière émise par la lampe lors de la montée en température de celle-ci. Cette montée en température peut durer plusieurs minutes selon les lampes et leur état de vieillissement (en moyenne 5 à 10 min).

### Caractéristiques principales
L'indice de rendu de couleur varie entre 80 et 95, (100  étant le maximum possible de rendu naturel des couleurs,). Par contre, la durée de vie est réduite : environ 1 000 heures pour l'industrie du spectacle où le maintien d'une température de couleur constante est primordial, celle-ci diminuant avec le vieillissement de la lampe,, jusqu'à environ 20 000 heures en éclairage grand public. L'efficacité lumineuse, cependant, est excellente avec 70 à 100 lm/W,, soit une efficacité trois à quatre fois supérieure à celle des lampes à incandescence et des lampes halogènes de même puissance. Les lampes à vapeur de sodium à basse pression ont une efficacité lumineuse supérieure (jusqu'à 200 lm/W) mais au détriment du rendu des couleurs.

## Structures dérivées
Plusieurs structures dérivées ont été développées. Par exemple les lampes à brûleur céramique (comme les lampes à vapeur de sodium haute pression) mais dont le domaine d'application ne correspond pas à celui de la lumière du jour, ou les lampes halogénures compactes.
Cependant, certaines lampes aux halogénures métalliques à brûleur céramique, tel que les Philips CST et CDM/SA, ont été développées afin de remplacer les lampes halogènes dans les applications incluant l'éclairage scénique et la projection ou une lumière à 3 000-3 400 K est employée.

## Applications

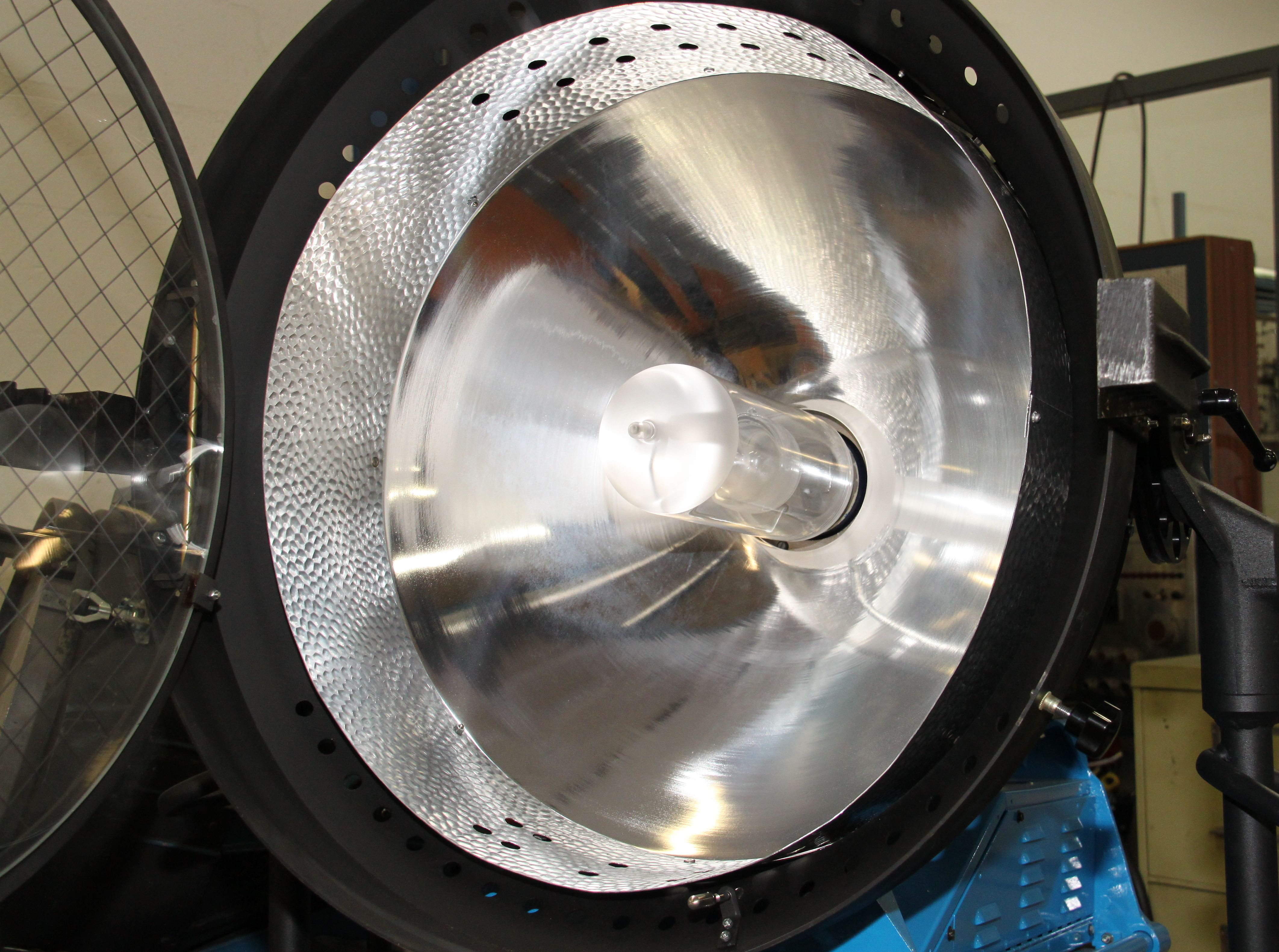
Un projecteur HMI 12-18 kW en action, avec une lampe de 18 kW monoculot.

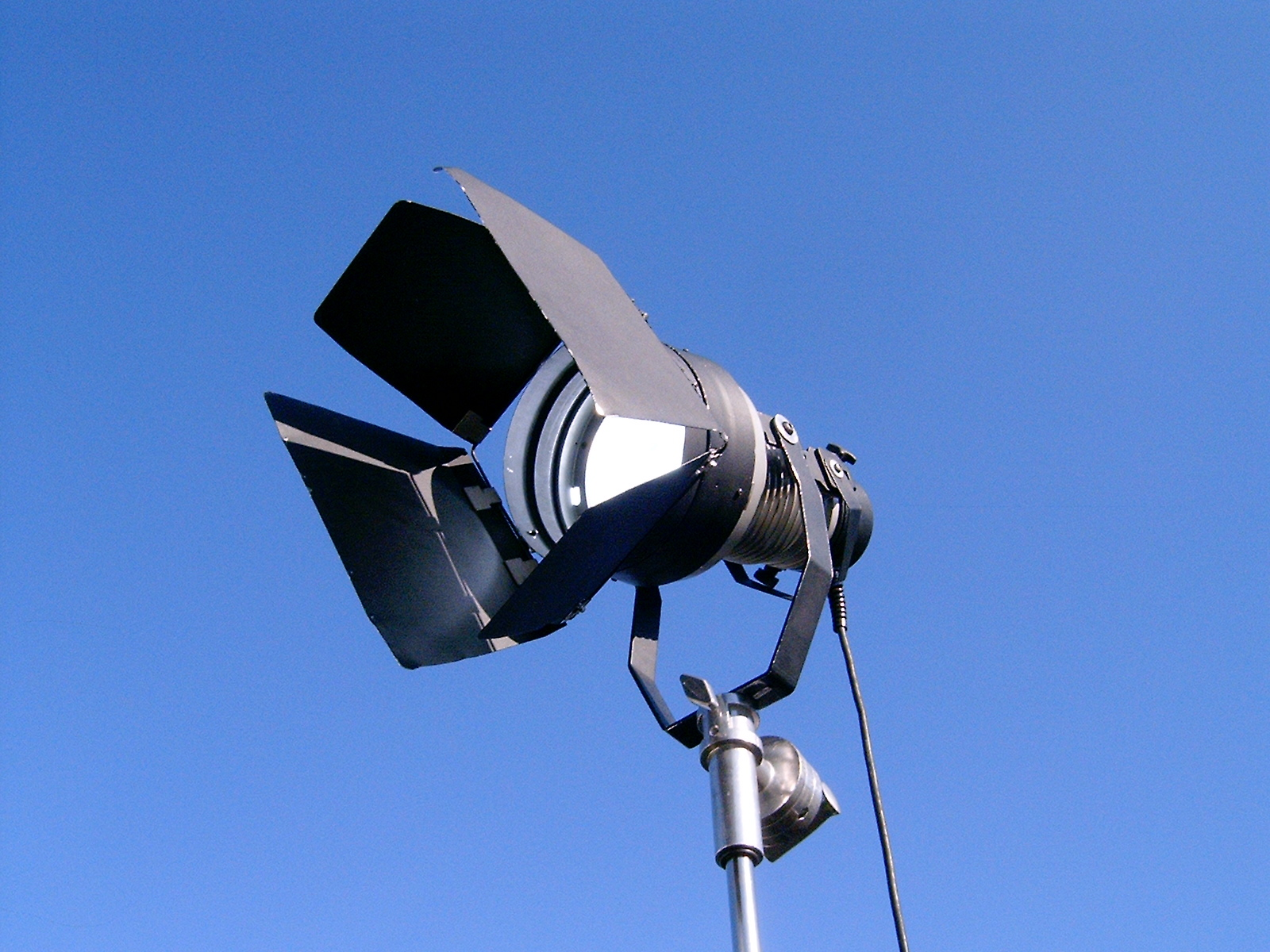
Un projecteur équipé d'une lampe HMI.

Les lampes aux halogénures métalliques sont très utilisées dans les projecteurs de cinéma pour l'éclairage lors de la prise de vues, pour l'éclairage scénique et théâtral, dans les vidéoprojecteurs de puissance, dans les projecteurs robotisés, pour la projection sur grand écran, éclairage d'expositions et de salles de musées, éclairage de vitrines, ainsi qu'en photographie, reportage et prises de vues sous-marines,.
Elles sont aussi utilisées dans les domaines industriels, scientifiques : optique industrielle et médicale, endoscopie, simulation de la lumière solaire, prises de vues sur les bancs d'essais automobile (crash-test), etc.
Elles envahissent l'éclairage public car leur rendu des couleurs plaît. On les utilise surtout pour les terrains sportifs, comme les terrains de tennis, badminton, football, basket-ball, handball, hockey, etc. Elles sont aussi très utilisées dans les gymnases et terrains intérieurs. On peut également s'en servir pour éclairer les stationnements, les chantiers de constructions et même les routes, en particulier les ponts.
Elles sont aussi installées sur les projecteurs des aquariums récifaux, le corail ayant besoin d'un éclairage particulièrement soutenu.